# Raoul Chamuleau
Raoul Chamuleau (1992), in de sport- en spelwereld "Fransman" bijgenaamd, is een tafelvoetbalspeler en een e-sporter. Hij werd in 2018 wereldkampioen tafelvoetbal op de Leonhart-tafel in de categorie Heren dubbel. Thans zijn de sporten een bijverdienste naast zijn reguliere werk als maatschappelijk werker. 

## Levensloop
Raoul Chamuleau speelde van kinds af aan dagelijks tafelvoetbal. Op de middelbare school in Amsterdam-Oost leerde hij Thijs van Schijndel kennen met wie hij in elke pauze tafelvoetbalde. Later gingen ze als dubbel spelen in horecagelegenheden in de stad, waar ze bijna alles wonnen. De twee vrienden sloten zich aan bij tafelvoetbalvereniging Club Foos in Amsterdam. Daar werd het spel serieuzer benaderd en ze begonnen als speelpartners aan tafelvoetbalwedstrijden voor dubbels deel te nemen.
Na de middelbare school volgde Chamuleau een opleiding aan de Vrije Hogeschool te Zeist, welke hij in 2013 afrondde. Rond 2018 studeerde Chamuleau maatschappelijk werk en dienstverlening aan de Hogeschool van Amsterdam. In die periode werd hij ook serieuzer met het online Hearthstone-spel en sloot hij zich aan bij New Dynasty. Hierna zijn tafelvoetbal en e-gamen voor hem hobby's met nu en dan een aardig extraatje.
Sinds 2019 is Chamuleau maatschappelijk werker. Hij was actief voor de Amsterdamse welzijnsorganisatie Dynamo, waar hij betrokken was bij Wijktafel IJburg op het Zeeburgereiland. Anno 2022 is hij medewerker van het buurtteam in Amsterdam-Oost.

## Tafelvoetbal

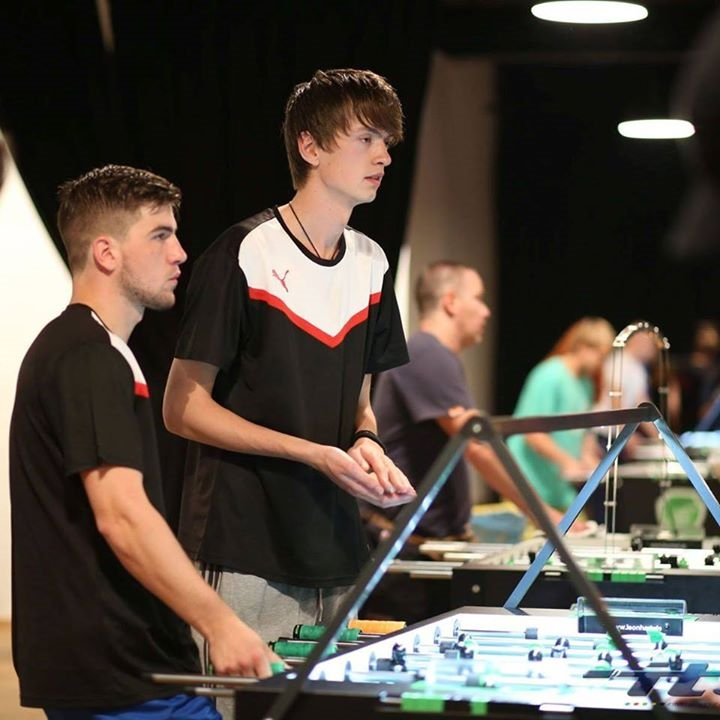
Raoul Chamuleau (rechts) doet de toss, zijn speelpartner Thijs van Schijndel kijkt toe

Chamuleau en Van Schijndel waren buitengewoon fanatiek met hun sport. Vanaf 2015 reisden ze bijna elk weekend naar Duitsland - waar het tafelvoetbalniveau hoger lag - om daar te trainen en wedstrijden te spelen en juist omdat ze zo ook nog beter konden worden.
Gedurende de wereldkampioenschappen van 2017 open dubbels op de zogenaamde 'Leonhart-tafel' bezetten ze nog slechts de gedeelde drieëndertigste plaats in een speelveld van een kleine honderdtachtig teams. Maar het harde werk loonde toen ze in 2018 wereldkampioen werden in het Duitse St. Wendel, door tegen de verwachtingen in de voormalige Duitse wereldkampioenen af te troeven.
Naar eigen zeggen zijn de twee partners succesvol omdat Chamuleau analytisch is en goed in het hoofd van de tegenstander kan kruipen, terwijl Van Schijndel juist zeer technisch en snel is. Daarmee zouden ze als dubbel elkander goed aanvullen: Chamuleau als verdediger en Van Schijndel als aanvaller.
In mei 2023 wint hij met het nationale tafelvoetbalteam de WK.

## Gaming
Tijdens de puberteit spendeerde Chamuleau evenals veel klasgenoten menig vrije uur aan het online-gamen. Het zou een verslavende werking gehad hebben: "Online voelde je je goed, maar het neemt je leven volledig over. Het zuigt alle emoties op, waardoor je heel vlak leeft. Dat heb ik ook gehad. Het leven voelt grijs. Veel klasgenoten hebben daardoor hun opleiding verpest." In zijn vriendenkring was hij mogelijk de enige die in een keer de middelbare school heeft afgemaakt. De begeleiding die hij kreeg van H2O, een opleidingsplek voor gametalent, heeft hieraan bijgedragen: twee tot drie keer per week trainde Chamuleau online en in het weekend speelde hij toernooien.
In 2018 sloot hij zich aan bij New Dynasty, een Nederlandse e-sports-organisatie dat door Cooler Master gesponsord werd en een  Hearthstone-team opgericht had. Een hoogtepunt was toen hij in 2020 met het Hearthstone spel een toernooi won met 2.250 dollar aan prijzengeld. Hij zou op dat moment 43ste van de wereld zijn.